# W Moulin Rouge
W Moulin Rouge – obraz francuskiego postimpresjonisty Henriego de Toulouse-Lautreca znajdujący się w kolekcjach Art Institute of Chicago
W Moulin Rouge to jeden z kilkunastu obrazów Lautreca ilustrujących życie codzienne w najbardziej popularnym kabarecie paryskim Moulin Rouge, znajdującym się w czerwonej dzielnicy stolicy Francji. Do najbardziej znanych należą La Goulue wchodząca do Moulin Rouge, Anglik w Moulin Rouge, W Moulin Rouge - tańcząca para czy Klaun w Moulin Rouge. Bohaterami jego prac byli artyści i znajomi oraz stali bywalcy kabaretu. W połowie lat dziewięćdziesiątych XIX wieku, gdy sława lokalu nieco przygasła, namalował bardzo sentymentalne i osobiste dzieło W Moulin Rouge.

## Opis obrazu

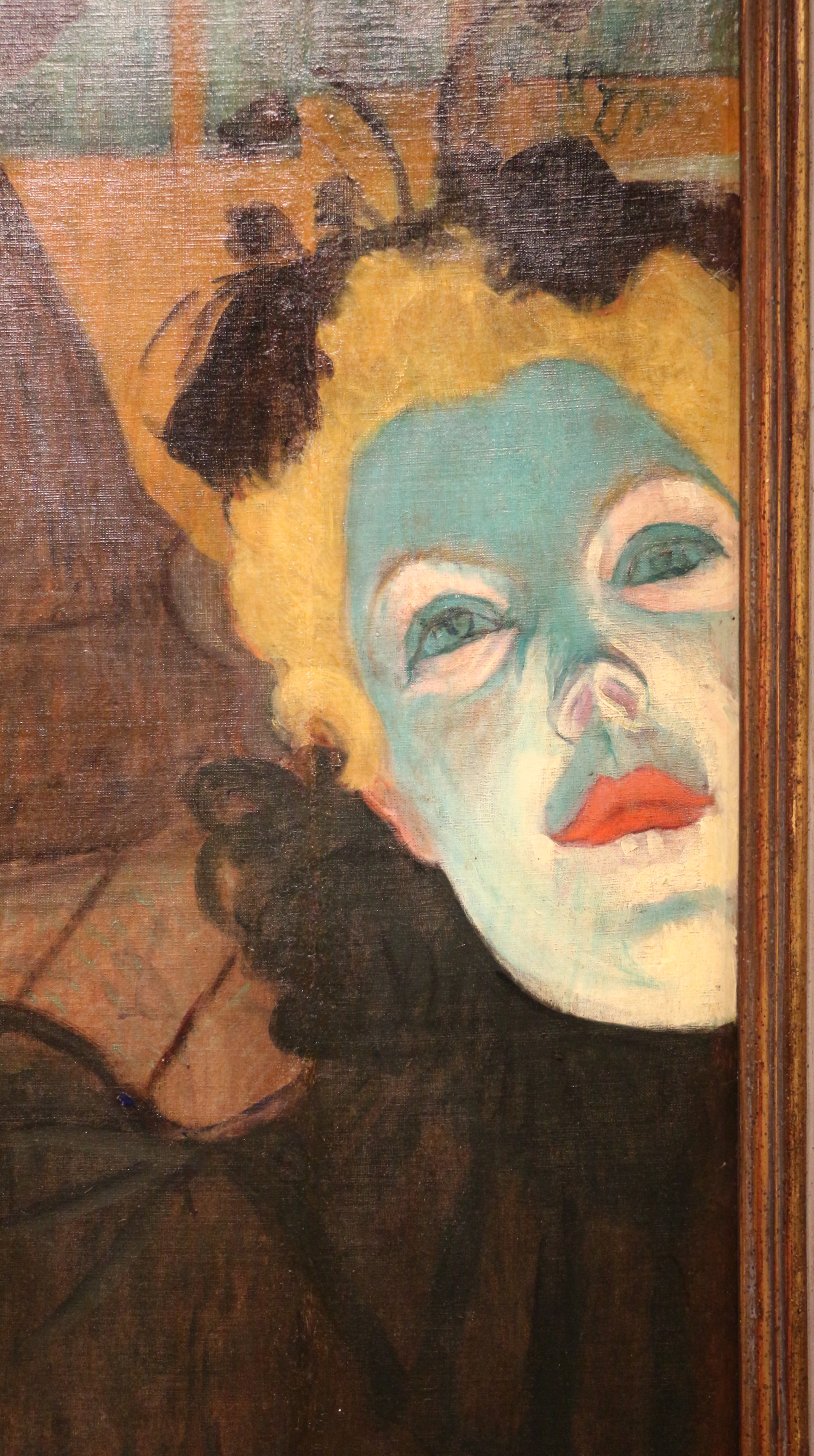
Obraz malowany w Chicago

Bohaterami obrazu są przyjaciele Lautreca siedzący przy stole w towarzystwie samego malarza. Scena jest wspomnieniem z dawniejszych czasów i ukazuje sylwetki takie jakie zapamiętał je artysta. Widok zza barierki koncentruje się na stoliku przy którym siedzą poeta Édouard Dujardin, hiszpańska tancerka La Macarona, fotograf Paul Sescau, handlarz winem Maurice Gilbert i rudowłosa aktorka Jane Avril widoczna od tyłu. Dalej za stołem po lewej stronie stoi doktor Gabriel Tapié de Céleyran, kuzyn i przyjaciel artysty oraz sam Lautrec. Z prawej strony, w głębi można rozpoznać sylwetki dwóch kobiet: tancerki kankana La Goulue (Louise Weber) poprawiająca fryzurę przed lustrem oraz jej przyjaciółkę La Môme Fromage. Z prawej strony, jakby wchodziła w kadr, widoczna jest zielonawa twarz May Milton, angielska tancerka i kochanka Avril. Jej wzrok wpatrzony jest w widzów obserwujących salę zza barierki.
Lautrec urodził się jako hrabia, lecz z powodu choroby i nieszczęśliwie złamanych nóg jego rozwój fizyczny został wstrzymany. Mierzył sobie jedynie 1,50 m wzrostu, miał nieproporcjonalne ciało, słaby wzrok, brzydką twarz, seplenił i utykał. Świadomie wybrał życie w Montmartre w mekce artystycznej bohemy. Ukazując własny portret wśród bywalców nocnego klubu, podkreślił swoją przynależność do światku dekadencji odrzucając arystokratyczny rodowód.